# Leucanella memusoides
Leucanella memusoides är en fjärilsart som beskrevs av Lemaire 1973. Leucanella memusoides ingår i släktet Leucanella och familjen påfågelsspinnare. Inga underarter finns listade i Catalogue of Life.